# ماگلی نوئل
ماگلی نوئل (فرانسوی: Magali Noël‎؛ ‏ ۲۷ ژوئن ۱۹۳۱ – ۲۳ ژوئن ۲۰۱۵) بازیگر و خواننده اهل فرانسه بود. وی بین سال‌های ۱۹۵۱ تا ۲۰۰۲ میلادی فعالیت می‌کرد.
از فیلم‌ها یا برنامه‌های تلویزیونی که وی در آنها نقش داشته‌است می‌توان به پائولو بارکا، معلم مدرسه و برهنه‌گرای آخر هفته، قصه‌های ممنوعه… دربارهٔ برهنگی، زندگی شیرین، ستیریکون، آمارکورد، زد، بلوار، حقیقت درباره چارلی، کشیش متأهل و وفاداری اشاره کرد.